# Les Folies Bergère (bande dessinée)
Pour l’article homonyme, voir Folies Bergère.
Les Folies Bergère est une bande dessinée de Francis Porcel et Zidrou parue en 2012 chez Dargaud.
La bande dessinée est essentiellement en noir et blanc, avec exceptionnellement des touches de rose et de rouge.

## Auteurs
- Scénario : Zidrou
- Dessins et couleurs : Francis Porcel

## Personnages principaux
- Maurice, capitaine de la compagnie
- Érik Peyroux, le prêtre catholique
- Marcel Rubinstein (dit « Roubignolles »)
- sa fille Anna Rubinstein
- Pol (dit « Rembrandt »)

## Résumé
L'histoire se déroule pendant la Première Guerre mondiale et évoque le quotidien des soldats de la 17e compagnie d'infanterie qui attendent, dans la peur, la puanteur et la boue des tranchées, le prochain assaut. Seuls l'humour et la camaraderie leur permettent de ne pas sombrer dans le désespoir : et par défi tout autant que comme signe d'espoir malgré tout maintenu, ils ont surnommé leur compagnie « les Folies Bergère. »
Sur ce fond réaliste, d'étranges événements viennent se greffer : 
- le soldat Marcel Rubinstein, condamné à être fusillé pour avoir attenté à la vie de son sergent qui lui avait successivement refusé sans motif quatre permissions, est criblé de balles mais ne meurt pas ;
- un prêtre est envoyé sur place pour décider s'il s'agit ou non d'un miracle ;
- une fillette erre sur le champ de bataille, cherchant son père ; il s'agit d'Anna Rubinstein, qui s'est échappée de son domicile.

Loin de là, à Giverny, Claude Monet peint ses Nymphéas et un gamin, frère d'un des soldats, ne cesse de lui demander pourquoi sur ses nénuphars il n'y a pas de grenouilles.
À la fin de la bande dessinée, la petite fille a été renvoyée chez elle ; le bon Dieu et le Diable se promènent en amis sur le champ de bataille ; Claude Monet se dit que les artistes sont des inutiles ; tous les soldats, qui sont aussi des héros, sont morts sous la mitraille et les obus. Le seul rescapé est le prêtre Érik Peyroux qui, au nom de ses camarades d'infortune, se rend aux Folies Bergère à Paris : par procuration, il représente ses amis morts au combat.

## Commentaire
Sombre méditation sur la folie, l'inanité des guerres et l'absurdité des destinées humaines, Les Folies Bergère est aussi une célébration de l'amitié, de l'amour, de ce qu'il reste, quoi qu'il arrive, d'humanité, et de ces liens entre les êtres qui seuls donnent au cœur du désastre des raisons d'y croire encore.